# Замыслов, Михаил Спиридонович
Михаил Спиридонович Замыслов — русский механик-самоучка и изобретатель XIX века.

## Биография
Михаил Замыслов родился в начале XIX столетия; происходил из крестьян деревни Переход, Новгородского уезда, грамоте выучился самоучкой.
Будучи еще мальчиком в синильщиках, придумал специальную машину синить пряжу и набивать красками на холсте. Вслед за тем он начал устраивать машины для бойки свай, перевозки тяжестей, отливания воды, подъема из воды затонувших пароходов и другие.
В 1851 году Михаил Спиридонович Замыслов поднял из Невы затонувший пароход «Мария»; тогда же для бойки свай на Масляном буяне в Петрограде изобретен им был механический копер, действовавший вчетверо успешнее обыкновенного.
В 1853 году он же руководил выемкой свай из Введенского канала. Все его изобретения отличались простотой и относительной дешевизной.
Кроме того, Замыслов строил водяные и ветряные мельницы, лесопильные заводы и пр. Так, в частности, он построил пильный завод и водяную мельницу близ поместья Званки у вдовы поэта Державина.
Большую пользу Михаил Спиридонович Замыслов принес при постройке Николаевской железной дороги и при постройках в Грузинском имении графа Аракчеева, где показал свое искусство при перевозке гранитных камней.
В конце 1850-х годов М. Замыслов усердно придумывал средства для подъема затонувшего в Балтийском море военного корабля «Лефорт» и в 1858 году даже привез в Петроград модели своих машин для этой цели; но дело не получило дальнейшего хода.
Главным стимулом для М. С. Замыслова служило осознание приносимой им пользы; одобрение и похвала были для него лучшей наградой. К сожалению, та глушь, в которой жил Замыслов, мало способствовала проявлению его неутомимой изобретательности, а окружающая среда не могла оценить его таланты. Если к этому добавить излишнее пристрастие Замыслова к алкоголю, то станет ясным, почему он разделил судьбу тех русских даровитых самоучек-изобретателей, которые остались в тени и полузабыты.